# Hizballáh
Hizballáh nebo Hizbulláh (arabsky حزب الله‎; česky Strana Alláhova neboli Strana Boží), celým názvem také Al Muqáwamat ul Islámíjatu fí Lubnán (arabsky المقاومة الإسلامية في لبنان‎, česky Islámský odpor v Libanonu) je libanonská šiítská politická a teroristická organizace existující od roku 1982. Věhlas si získal vojenským odporem vůči Izraeli, a to hlavně po jeho invazi do Bejrútu v roce 1982. Hizballáh je materiálně a finančně podporován Íránem. S výcvikem bojovníků Hizballáhu pomáhaly Íránské revoluční gardy. Írán mj. řídí zakládání dalších organizací napojených na Hizballáh v ostatních zemích. Nemalou podporu získává Hizballáh také ze Sýrie. EU, Spojené státy, Nizozemsko, Spojené království, Egypt, Izrael, Austrálie, Německo a Kanada klasifikují Hizballáh jako teroristickou organizaci. Jeho vojenské křídlo zařadila Evropská unie dne 22. července 2013 na seznam teroristických organizací, především kvůli zapojení do bojů v syrské občanské válce na straně Bašára al-Asada.
Název hnutí Hizballáh vychází ze stejného pojmu v koránu, který v určitém období své prorocké mise používal prorok Muhammad jako ekvivalent výrazu „umma“ (امة) – „obec věřících“.
Hizballáh má tři základní cíle:
- Zničení státu Izrael. (V terminologii Hizballáhu a Íránu je Izrael označován jako sionistický režim.)
- Omezení vlivu Západu, zejména USA na Blízkém východě.
- Vytvoření islámského státu v Libanonu. (Od tohoto bodu bylo po roce 1985 upuštěno.)

## Historie
Poté, co Libanon získal v roce 1943 nezávislost, byla moc v zemi rozdělena mezi sunnitské muslimy a křesťany. Šíitské obyvatelstvo jihu Libanonu a údolí Bikáa bylo částečně diskriminováno a tamní území nebylo oproti zbytku Libanonu rozvíjeno. Šíitové zde patřili mezi nejchudší skupiny obyvatel země. To vedlo i k tomu, že od šedesátých let šíitové podporovali levicové strany, jako byly strana Baas, Libanonská komunistická strana nebo Pokroková socialistická strana. V roce 1976 spáchali maronitští křesťané ve straně Katáib masakr muslimů ve východním Bejrútu. Následně bylo z východního Bejrútu nuceně přestěhováno sto tisíc šíitů na předměstí Dáhíja. K další radikalizaci přispělo zmizení významného libanonského šíitského duchovního Musa al-Sadra v srpnu 1978 a úspěch šíitské islámské revoluce v Íránu v únoru 1979. Hlavním impulsem vzniku Hizballáhu ale byly izraelské invaze na jihu Libanonu, kde v exilu působila Organizace pro osvobození Palestiny.
Hizballáh byl založen v roce 1982 šíitskými náboženskými činiteli v Libanonu za pomoci přívrženců Ajatolláha Chomejního, kteří byli ohromeni vítězstvím islámské revoluce v Íránu. Původním cílem byl boj proti izraelské vojenské přítomnosti v Libanonu. Při izraelských invazích v letech 1978 a 1982 došlo zejména na jihu Libanonu k humanitární krizi a novému vysídlení šíitských obyvatel. Vliv na zformování šíitského odboje mělo ale také dlouholeté nepoměrně malé zastoupení šíitů v libanonském parlamentu. Oba tyto faktory usnadnily Hizballáhu si vybudovat mezi obyvateli významnou pozici. Ozbrojené křídlo Hizballáhu bylo trénováno Islámskými revolučními gardami v údolí Bikáa na východě Libanonu, což v té době bylo území okupované Sýrií. Hizballáh vedl proti izraelské armádě asymetrickou partyzánskou válku za použití sabotáží, únosů a sebevražedných útoků. Hizballáh se také zapojil do libanonské občanské války, kde se postavil proti hnutí Amal. V osmdesátých letech například stanul po boku Organizace pro osvobození Palestiny proti Amalu podporovanému Sýrií. Na konci roku 1989 byla přijata Taífská dohoda, která ukončila občanskou válku a měla vést k odzbrojení libanonských militantních skupin. Hizballáh ale s podporou Sýrie odzbrojení odmítl.
V devadesátých letech se Hizballáh přetransformoval z revoluční skupiny na politickou. Tomuto procesu se říkalo „libanonizace Hizballáhu“. Hizballáh dlouho bojkotoval volby, ale v roce 1992 se vedení rozhodlo kandidovat. Proti tomu vystoupil dřívější generální tajemník Hizballáhu Subhi Al-Tufajlí, což způsobilo v hnutí schizma.
Co do ideologie hnutí zastává šíitský radikalismus ve formě učení Rúholláha Chomejního. Původním ideologickým cílem tohoto hnutí bylo pokračovat v islámské revoluci a vytvořit z Libanonu islámský stát a zlepšit práva šiítů v libanonské společnosti. Toto bylo ale v průběhu let opuštěno v kontextu snah spojit islámský odboj vůči izraelské invazi. Inkluzivní přístup vůči Sunnitům ale ochladl po arabské vojenské intervence v Jemenu z roku 2015. V průběhu desetiletí se pozornost hnutí také přesunula od čistě náboženské roviny k sociální, kdy je hnutí považováno za levicovou stranu. V manifestu z roku 1985 byl za hlavní úkol hnutí označen boj proti americkému a izraelskému imperialismu, včetně izraelské okupace jihu Libanonu. Druhým úkolem bylo dovést libanonské muslimy k vytvoření ummy, která se inspiruje v islámské revoluci v Íránu. V roce 2009 Hasan Nasralláh představil nový manifest strany. V něm došlo k zjemnění jazyka, nicméně hlavní cíle zůstaly stejné. V manifestu jsou také například vysvětlovány příklady hegemonie USA a dopady globalizace.
Prvním duchovním vůdcem celého hnutí se stal Šejch Muhammad Husajn Fadlalláh. Velitelem vojenského křídla označovaného jako Islámský odpor byl Abbás al-Músáví. Základna Hizballáhu se nacházela v provincii Baalbek v severní části údolí Bikáa. Později se k Hizballáhu připojila šíitská skupina Amal (امل – Naděje) vedená Hasanem Nasralláhem, který se po smrti Šajcha Muhammada Fadlalláha stal generálním tajemníkem Hizballáhu. Skupina je rozdělena do tří organizací subjektů: Bajt ul-Mál, Džihád ul Binná a Islámský odpor. Finanční podpora se získává z Íránu, Sýrie a darů libanonských šíitů.

## Postoj Hizballáhu vůči Izraeli

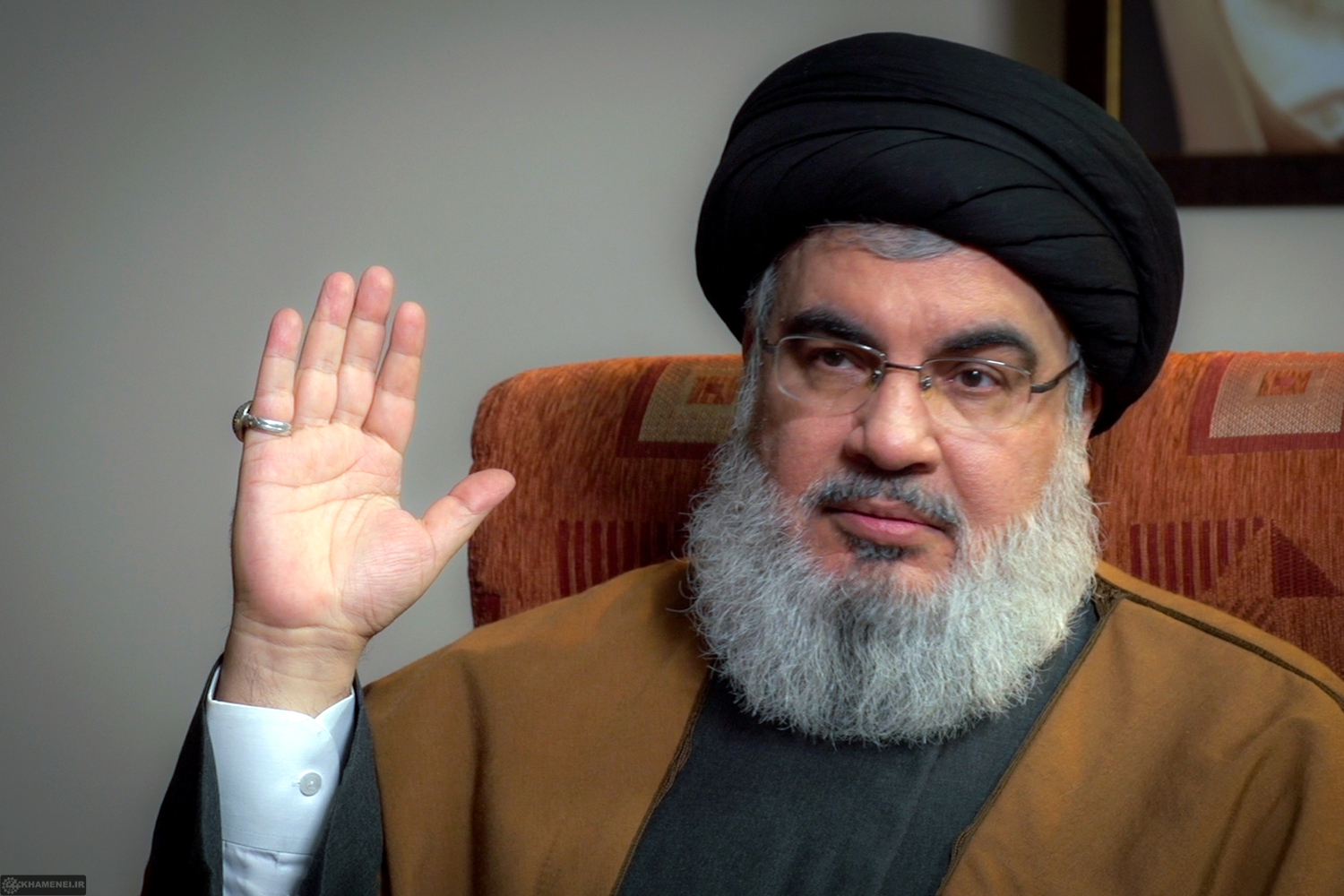
Hasan Nasralláh

Od založení Hizballáhu do současnosti je odstranění státu Izrael pro Hizballáh hlavním cílem. Hizballáh bojuje nejen proti vládě a politice státu Izrael, ale i každému židovskému občanu, který žije v Izraeli. Jeho manifest 1985 údajně uvádí, že „Náš boj skončí pouze tehdy, až tento stát (Izrael) bude zničen.“ Generální tajemník Nasralláh prohlásil, že „Izrael je ilegální uchvatitel, který je založen na lži“ a domnívá se, že teprve zničení Izraele přinese mír na Blízkém východě. „Není východiska z konfliktu v tomto regionu s výjimkou zmizení Izraele.“ V rozhovoru s Washington Post, Nasralláh řekl: „Jsem proti jakémukoliv usmíření s Izraelem. Domnívám se, že jeho přítomnost je protiprávní.“ V prohlášení Hizballáhu z roku 1992 se přímo tvrdí„Je to otevřená válka až do eliminace Izraele a do smrti posledního Žida na Zemi.“
Izraelská okupace farem Šibáa a věznění libanonských občanů v izraelských věznicích je často používáno jako záminka pro pokračující nepřátelské akce Hizballáhu proti Izraeli i po stažení z Libanonu v roce 2000.

## Organizace Hizballáhu
Řízení Hizballáhu je v souladu s principem vlády Velájat-e fakíh (ولایت فقیه), který je založen na rozhodování znalců islámského práva, kteří jako jediní mohou provádět důležitá rozhodnutí (např. vyhlásit fatwu nebo džihád). Pokud se poradní shromáždění nemůže dohodnout, obrátí se na nejvyššího vůdce Sajjida Alího Chameneího, který je nejvyšší autoritou šíitského islámu.
Nejvyšším rozhodovacím orgánem Hizballáhu je Madžlis aš Šúrá (مجلس الشوری / Poradní shromáždění), které je tvořeno 12 vysoce postavenými duchovními. Tito duchovní mají na starosti důležitá rozhodnutí týkajících se akcí Hizballáhu.
Poradní shromáždění se dělí na sedm speciálních výborů:
- výbor pro ideologii
- výbor pro informace
- vojenský výbor
- politický výbor
- výbor pro výklad islámského práva
- výbor pro sociální záležitosti
- finanční výbor

Madžlis aš Šúrá al Qarár (مجلس الشوری القرار / Správní shromáždění) Toto shromáždění vedl do své smrti Šejch Muhammad Husajn Fadlalláh. Shromáždění je tvořeno 11 duchovními s odpovědností za všechny strategické kroky hnutí.
Hnutí Hizballáh je financováno prostřednictvím darů šíitských muslimů nebo prostřednictvím náboženské daně zvané Zakát přímo po páteční modlitbě. Největší podpory jak materiální, tak finanční, se Hizballáhu dostává ze strany Íránu a Sýrie. Odhaduje se, že Írán dává Hizballáhu 60 – 100 milionů EUR ročně. Některé odhady hovoří o více než 200 miliónech USD ročně. Všechny tyto finanční prostředky jsou spravovány zvláštním fondem Bajt ul Mál (بیت المال),se sídlem v Bejrútu, jehož hospodaření je pod kontrolou vůdce hnutí Hasanem Nasralláhem.
Hizballáh organizuje rozsáhlý sociální program prostřednictvím subjektu Džihád ul Binná (جهاد البناء). Tato instituce financuje stavbu nemocnic, škol a opravy objektů zničených izraelskou armádou. Hizballáh také zřídil institut Aš Šahíd الشهید (Mučedník), který zaručuje poskytování bydlení a výdaje na vzdělávání pro rodiny bojovníků, kteří zemřou v boji. Ředitelství Džihád al-Binná 'se nachází na jižním předměstí Bejrútu.

## Aktivity

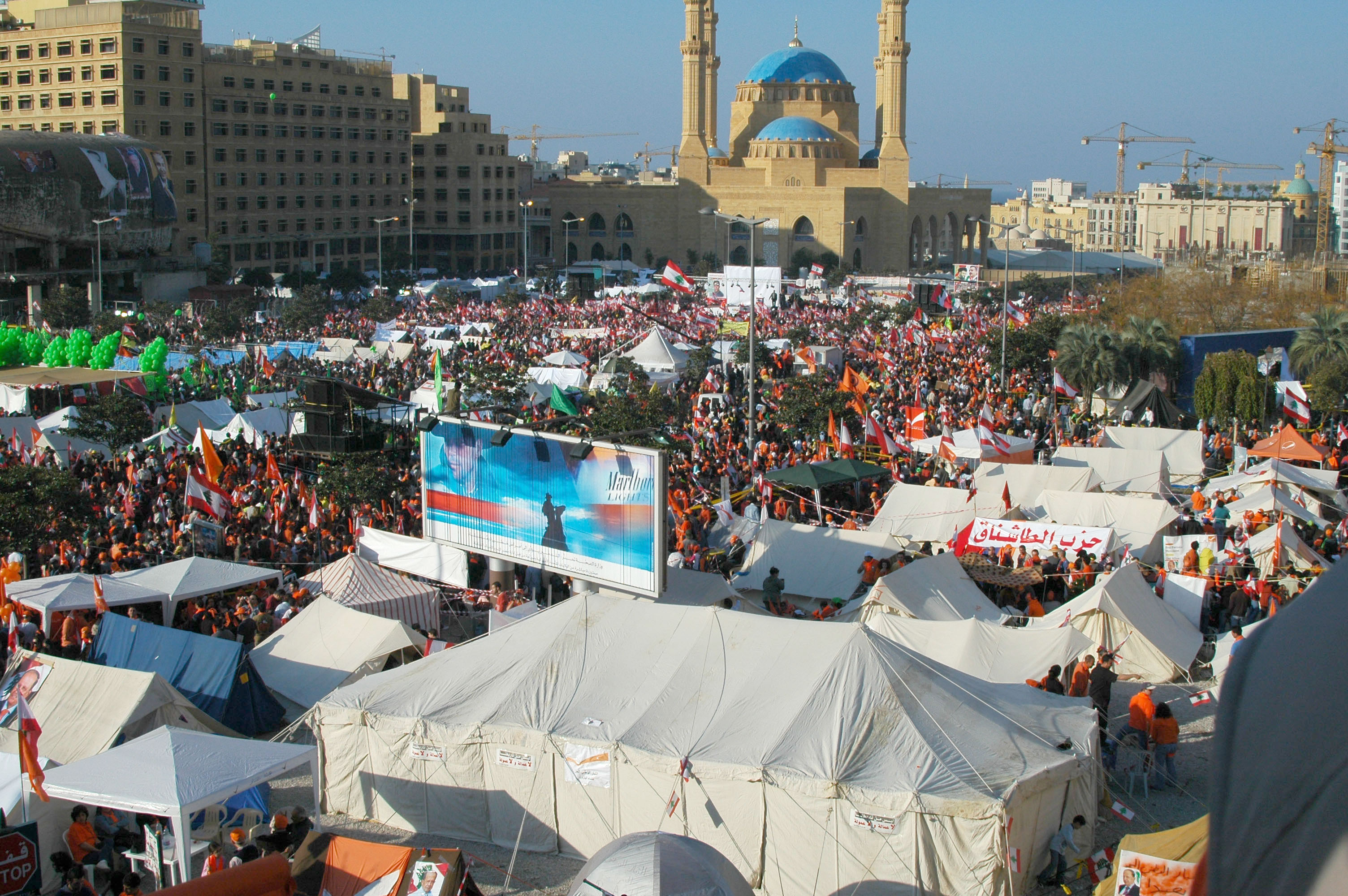
Protivládní shromáždění v roce 2006

Společně s hnutím Amal je Hizballáh jednou ze dvou hlavních stran zastupující šiítskou komunitu v Libanonu. Obě strany uzavřely dohodu a vzájemně se v případě potřeby podporují. Hizballáh je zastoupen v libanonském parlamentu od roku 1992, kdy získal 12 z 128 křesel. V roce 1996 získala strana 10 křesel. Hizballáh posílil své zastoupení v libanonském parlamentu po volbách, které proběhly v květnu a červnu 2005. Ve 128členném parlamentu má hnutí nyní 14 poslanců (předtím 8) a ve vládě má dva ministry a třetí je jím podporován. V roce 2006 vypukl izraelsko-libanonský konflikt poté, co vojáci Hizballáhu zaútočili raketami a minomety na severoizraelské město Šlomi, zabili tři vojáky a dva (Ehuda Goldwassera a Eldada Regeva) zajali. Hizballáh utrpěl menší ztráty, získal ale neobvykle velkou podporu muslimské veřejnosti.
Hnutí Hizballáh provozuje satelitní televizní vysílání Al Manár (arabsky Maják/المنار‎) a rozhlasovou stanici an Núr (arabsky Světlo/النور‎) a týdeník as Safír (arabsky السفیر Vyslanec‎).
Stanice Al Manár se sídlem v Bejrútu zahájila své vysílání v roce 1992 za finanční pomoci Íránu a je hlavním nástrojem psychologické války proti Izraeli (v terminologii Hizballáhu sionistickému nepříteli). Vysílání této stanice bylo již zakázáno v některých evropských zemí z důvodu popírání holokaustu. Al Manár šíří hlavně pořady zaměřené naproti Izraeli a podpoře nacionalismu.
Vojenské křídlo Hizballáhu je označované jako Islámský odpor. Ten má podle odhadů asi 1000 aktivních bojovníků, ale v případě potřeby může Hizballáh mobilizovat až 10 000 dobrovolníků. Výzbroj je získávána především z Íránu, Sýrie a ČLR. Vojenský výcvik rekrutů probíhá hlavně v jižním Libanonu a ve výcvikových střediscích v Íránu a je plně pod dohledem Íránských revolučních gard.

## Výzbroj a válečné aktivity

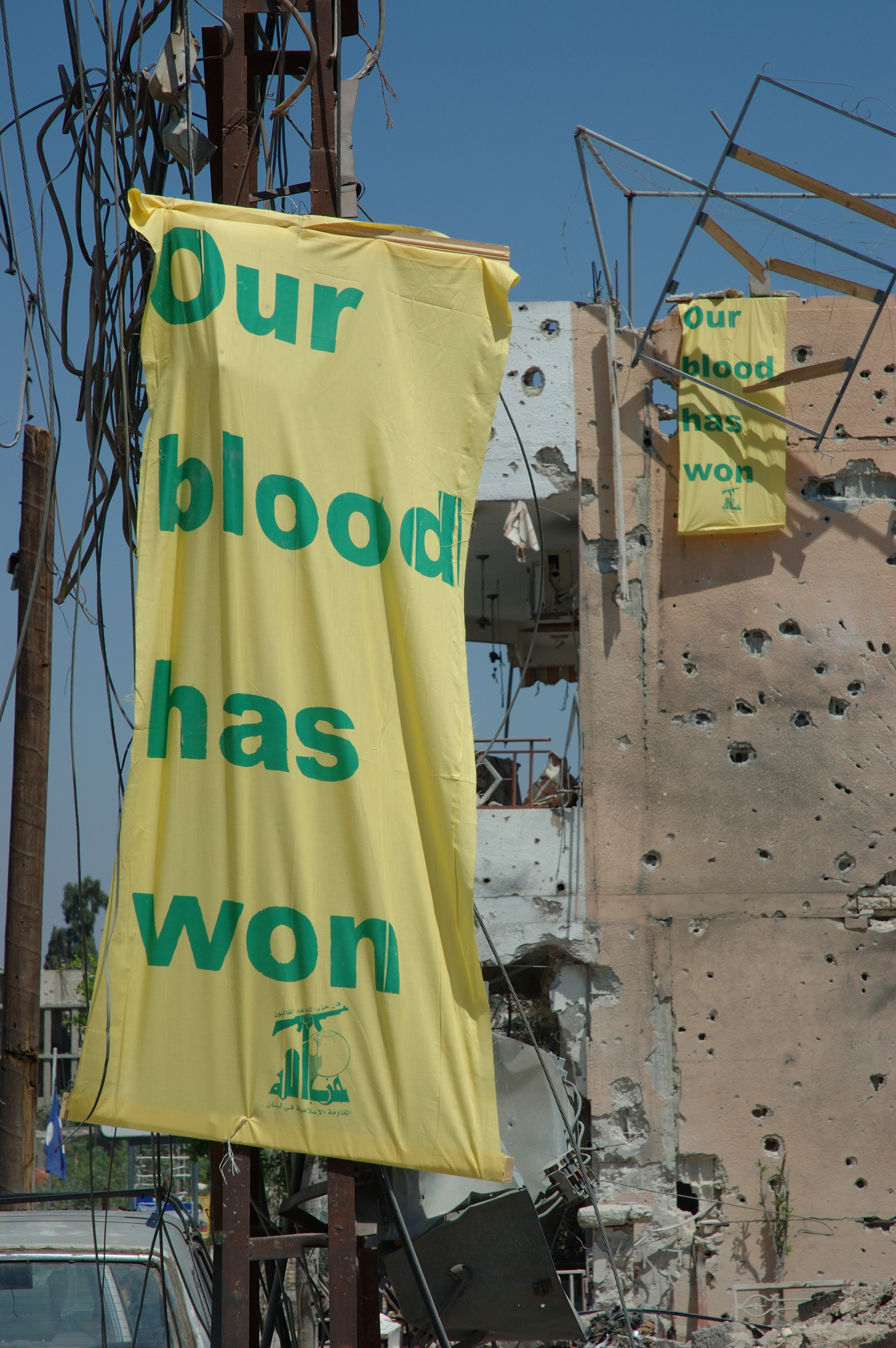
Propagační nápisy Hizballáhu v roce 2006

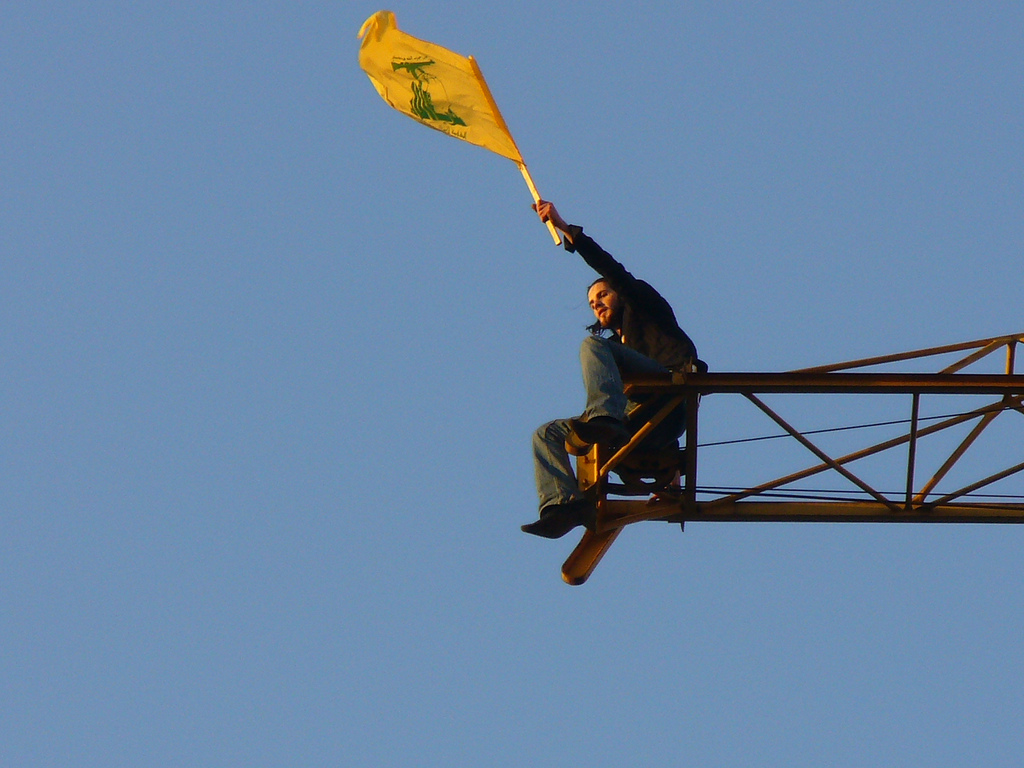
Muž s vlajkou Hizballáhu

Hizballáh prohlašuje, že vlastní přibližně 30 000 raket různého druhu (izraelské odhady se pohybují až na pětinásobku u čísla 150 000). Jedná se hlavně o neřízené rakety BM-21 a BM-27. Dále vlastní íránské rakety Zelzel 2 s doletem až 400 km, rakety Fadžr-5 s doletem 45 km a protiletadlové střely SA-16. Podle izraelských médií vlastní i několik raket Scud původem ze Sýrie, ovšem tato informace byla Sýrií i Hizballáhem popřena. V roce 2005 dodal Írán do Libanonu i několik svých moderních protilodních raket Kosar. Jedna z nich v roce 2006, při izraelské intervenci v Libanonu silně poškodila korvetu třídy Saar, vlajkovou loď izraelského námořnictva INS Hanit. Hizballáh je také vybaven několika bezpilotními průzkumnými letouny typu Mohadžer / Mohajer.
Hizballáh v průběhu posledních let radikálně změnil své metody boje. Na popud svého ochránce Íránu zavrhl tradiční metody teroristických organizací, které uplatňoval v prvních deseti letech své existence, a přeměnil se ve vojenskou organizaci využívající stále sofistikovanějších metod boje.
K zastavení izraelského postupu v Libanonu v roce 2006 nasadil Hizballáh nejnovější verze kumulativních náloží, výbušnin, naváděných raket a zdokonalené taktiky léčky, útoku z davu či využívání klamných cílů a bunkrů. Sítě izraelských obranných radarů nezvládly nápor ohromujícího množství raket, které na Izrael Hizballáh vypálil. Zpráva Winogradovy komise shrnující oficiální izraelské vyšetřování 34 denní libanonské války v létě 2006 vyjádřila, že polovojenská organizace po několik týdnů odolávala nejsilnější armádě Blízkého východu mající pod kontrolu vzdušný prostor i početní a technickou převahu.
Hizballáh se účastní občanské války v Sýrii na straně vlády Bašára al-Asada. Podle odhadů v syrské válce ztratil až tisíc bojovníků. Syrští povstalci také zaútočili na Hizballáh v Libanonu. Fronta an-Nusrá a později Islámský stát ovládli část území pohraničí Libanonu, na které Hizballáh útočí jak z Sýrie, tak z Libanonu. Pozice Hizballáhu v Sýrii několikrát bombardoval Izrael. Během jednoho náletu zabil také Íránského generála revolučních gard.
V roce 2025 oznámila libanonská vláda, že do konce roku chce organizaci zcela odzbrojit. Velitel organizace Na'ím Qásim poté uvedl, že takové rozhodnutí by dle jeho názoru mohlo vést k občanské válce v zemi.

## Teroristické útoky
Hnutí Hizballáh vede teroristické útoky na nejrůznější cíle, přesto ho například BBC neoznačuje za teroristické hnutí.
- 18. dubna 1983 – exploze bomby v nákladním automobilu před americkou ambasádou v Bejrútu, zahynuli 3 zaměstnanci včetně ředitele CIA pro Blízký východ, 120 osob zraněných, celkem více než 200 obětí
- 23. října 1983 – nákladní vozidlo s výbušninou vrazilo do haly velitelského stanoviště U.S. Marines v Bejrútu, zahynulo 241 vojáků mírových jednotek, 81 bylo zraněných.[21]
- 12. dubna 1984 – bombový útok na restauraci blízko americké letecké základny Torrejon v Španělsku, zahynulo 18 osob, zraněno bylo 83 osob
- 20. září 1984 – při neočekávaném bombovém útoku na americkou ambasádu ve východním Bejrútu zahynulo 23 osob a 21 bylo zraněných.
- 4. prosince 1984 – teroristé z Hizballáhu unesli letadlo Kuvajtských aerolinií a zavraždili dva pasažéry – občany USA – Charles Hegna a William Stanford.
- 14. června 1985 – členové Hizballáhu unesli letadlo společnosti TWA a zavraždili Roberta Stethema – potápěče U.S. Navy.
- 14. února 2005 – dva členové Hizballáhu zavraždili libanonského premiéra Rafika Harirího[22]

1982–1988 – únosy a vraždy amerických občanů:
- David Dodge, prezident American University v Bejrútu, zadržovaný jeden rok
- Malcolm Kerr, Američan libanonského původu, bývalý prezident American University v Bejrútu, unesený a zavražděný
- Jeremy Levin, šéf bejrútské kanceláře CNN, unesen, později zachráněn
- reverend Benjamin Weir, unesen a držen v zajetí 6 měsíců
- William Buckley, důstojník US Army a operativec CIA, unesen a zavražděn, 28. prosince 1991 pohřben se všemi vojenskými poctami
- Frank Reed, ředitel American University v Bejrútu, unesen a propuštěn po 44 měsících zajetí
- Joseph Cicippio, finanční kontrolor American University v Bejrútu, unesen a zadržován 5 let
- Col. William Higgins, americký velitel Dozorčí organizace OSN pro dodržování příměří (UNTSO), unesen a zavražděn